# 地震调查研究推进本部
地震调查研究推进本部是日本文部科學省的特別機關。簡稱地震本部。1995年成立。该機關进行地震學的调查研究, 目標是減輕地震災害。 